# Cleora quadrimaculata
Cleora quadrimaculata är en fjärilsart som beskrevs av Antonius Johannes Theodorus Janse 1932. Cleora quadrimaculata ingår i släktet Cleora och familjen mätare. Inga underarter finns listade i Catalogue of Life.